# Église Saint-Étienne de Honfleur
Pour les articles homonymes, voir Église Saint-Étienne.
L'église Saint-Étienne est une ancienne église catholique située à Honfleur, en France. Elle est classée au titre des monuments historiques. Elle abrite depuis 1976 le musée de la marine.

## Localisation
L'église est située dans le département du Calvados, à Honfleur, au sud-est du vieux bassin.

## Historique
L'édifice, construit au quatorzième siècle, est privé de culte depuis la Révolution.
Il est classé au titre des monuments historiques depuis le 28 septembre 1932.